# Heinrich Pollak (Schriftsteller)
Heinrich Pollak (geboren 2. April 1834 in Mattersburg, Kaisertum Österreich; gestorben 19. Oktober 1908 in Wien) war ein österreichischer Journalist, Schriftsteller und Unternehmer.

## Leben
Pollak besuchte das Schottengymnasium in Wien und wurde 1859 Journalist bei der Zeitung „Österreichischer Lloyd“, für den er als Kriegsberichtserstatter aus dem Italienischen Unabhängigkeitskrieg berichtete. Ebenso berichtete er 1866 aus dem Deutschen Krieg. 1867 wurde er Redakteur und Miteigentümer des Neuen Wiener Tagblatts und war zwischen 1872 und 1894 Mitglied des Verwaltungsrats des Steyrermühl-Verlags.

## Schriften
- [Anonymus]: Der Prozess Richter. Nach amtlichen Aktenstücken und stenographischen Aufzeichnungen von einem Fachmann. Wien, Leopold Sommer 1860 archive.org
- P. Heinrich [Pseudonym]: Kleine Residenzgeschichten. Eingeleitet von Norbert Bechhöfer. Wien, Steyrermühl in Comission 1884
- [Anonymus]: Dreißig Jahre aus dem Leben eines Journalisten. 3 Bände, Wien: Hölder 1894 archive.org, 1895 archive.org, 1898 archive.org
- P. Heinrich [Pseudonym]: Erzherzog Johann. Ein Charakterbild. Adolph W. Künast, Wien 1901 archive.org
- P. Heinrich [Pseudonym]: Erlebnisse eines Kriegskorrespondenten aus den Jahren 1859, 1866 und 1870. Wien 1908